# Pallacanestro Crema
La Pallacanestro Crema è la principale società di basket maschile nel Cremasco con sede al Palacremonesi. Attualmente milita in Serie B nazionale .

## Storia
La Pallacanestro Crema è la società di maggior successo nella storia del basket maschile cremasco e la prima e unica a disputare un campionato nazionale.
Fondata nel 1989 con l'intento di avvicinare bambini e ragazzi alla pallacanestro, la società ha ottenuto l’accesso al campionato di Serie D nel 2001, competendo fino al 2006, anno in cui è stata promossa in Serie C2. L’anno successivo, ha iniziato il percorso in Serie C1, che si è concluso nel 2014 con la promozione in Serie B.
Da oltre dieci anni, milita stabilmente in Serie B Nazionale e ha raggiunto i playoff per la promozione nella Serie superiore per tre volte. 

## Progetto Sociale
Dal 2016, la Pallacanestro Crema è anche conosciuta per il suo impegno sociale attraverso il progetto #NOVIOLENZACONTROLEDONNE, finalizzato a sensibilizzare il pubblico sulla violenza di genere. I giocatori della prima squadra e delle formazioni giovanili U17 e U19 indossano maglie rosa con il simbolo del progetto, in sostituzione del logo dello sponsor principale.
Il progetto si propone di affrontare le problematiche legate alla violenza di genere, promuovendo l'educazione e il cambiamento attraverso eventi pubblici e collaborazioni con associazioni locali. La Pallacanestro Crema cerca continuamente nuovi partner per amplificare il messaggio e sostenere la causa. 

## Roster
| Nome               | Numero | Ruolo        | Altezza | Anno di nascita | Nazionalità |
| ------------------ | ------ | ------------ | ------- | --------------- | ----------- |
| Federico Pirani    | 10     | Centro/Ala   | 2,03 m  | 2002            | Italia      |
| Leonardo Valesin   | 11     | Play/Guardia | 1,92 m  | 2006            | Italia      |
| William Wiltshire  | 0      | Guardia/Ala  | 1,97 m  | 2001            | Italia      |
| Riccardo Murri     | 2      | Guardia/Ala  | 1,97 m  | 2000            | Italia      |
| Filippo Fazioli    | 8      | Playmaker    | 1,92 m  | 1998            | Italia      |
| Gabriele Tarallo   | 17     | Ala          | 1,96 m  | 2004            | Italia      |
| Pietro Bocconcelli | 4      | Guardia/Ala  | 1,93 m  | 1998            | Italia      |
| Tommaso Morena     | 7      | Ala/Centro   | 2,05 m  | 2004            | Italia      |
| Nejc Zupan         | 12     | Ala          | 2,03 m  | 1996            | Slovenia    |
| Lorenzo Dell'Anna  | 15     | Guardia/Ala  | 2,00 m  | 2004            | Italia      |

Allenatore: Nazareno Lombardi (1983,Italia)